# Xaver Hecht
Xaver Hecht est un peintre suisse né le 6 août 1757 à Willisau Stadt et mort le 16 novembre 1835 à Vesoul, spécialisé dans la peinture d'histoire.
Il est élève à l'école d'art de Johann Melchior Wyrsch à Besançon entre 1778 et 1781). En 1803, il retourne à Willisau, dans sa ville natale et fonde une école de peinture. Il est notamment l'auteur de La bataille de Sempach (1812-1814) pour la chapelle du même nom.
Il décède au 9 rue du Châtelet à Vesoul.